# ليو الشماس
ليو الشماس (باليونانية: Λέων ο Διάκονος) (وٌلِد عام 950 م) كان مٌؤرخًا ومُسلسِلًا زمنيًّا بيزنطيًا.
وٌلد حوالي عام 950 في كالوي في آسيا الصغرى، وتلقى تعليمه في القسطنطينية، حيث أصبح شماسًا في القصر الإمبراطوري. أثناء وجوده في القسطنطينية، كَتَب تاريخًا يغطي فترات حكم رومانوس الثاني، ونقفور الثاني، ويوحنا زيمسكي، والجزء الأول من عهد باسيل الثاني. غالبًا ما استندت ملاحظاته إلى تجاربه كشاهد عيان على الأحداث. وُصِف أسلوبه في الكتابة بأنه تقليدي، حيث استخدم لغة مشابهةً للشاعر هوميروس وغيره من المؤرخين اليونانيين القدماء مثل أغاثياس.
اشتهر ليو بشكل خاص لوصفه - حيث كان شاهد عيان - ملك كييف سفياتوسلاف الأول، الذي غزا بلغاريا عام 969 وحارب القوات الإمبراطورية البيزنطية على أراضيها.

## روابط خارجية
- نص ليو اليوناني[وصلة مكسورة] (نسخة ماجني) بنسخة مستند
- فحص النص (نسخة نيبرثود، كروبورس) كمستند
- النص بالترجمة الروسية
- "Leo Diaconus". الموسوعة الكاثوليكية. نيويورك: شركة روبرت أبيلتون. 1913.